# Nina Søby
Nina Maria Søbye (nascida em 4 de agosto de 1956) é uma ex-ciclista profissional norueguesa que, em 1980 e 1983, venceu o Campeonato da Noruega de Ciclismo em Estrada. Nos Jogos Olímpicos de Verão de 1984 em Los Angeles, competiu representando a Noruega na prova de estrada (individual), terminando na 18ª posição.